# Молчанов Андрій Іванович
Андрій Іванович Молча́нов (1765, Барнаул — 8 серпня 1824, там же) — російський архітектор.

## Біографія
Син солдата. У 1771 році поступив на службу при Коливано-воскресенських заводах на Алтаї. Протягом п'яти років перебував в учнях спочатку теслі, потім механіка, потім маркшейдера. У 1786 році коливанський губернатор Г. С. Качка надіслав Молчанова в Санкт-Петербург на навчання до італійського архітектора Антоніо Порту (за іншими даними — в Імператорську Академію мистецтв).
У 1790 році Молчанов повернувся в Барнаул, був проведений в чин унтер-шихтмейстера 3 класу і призначений архітектором Барнаульського заводу.
Здійснював кам'яне будівництво в Барнаулі та інших копальнях і заводських селищах Алтаю. У січні 1824 року вийшов у відставку за станом здоров'я і 8 серпня того ж року помер. Похований у Барнаулі на Нагорному кладовищі (могила не збереглася).

## Проекти і споруди
- 1893—1894 — Горна аптека. Барнаул, вулиця Ползунова, 42  пам'ятник архітектури (федеральний);
- 1816 — церква в Змеїногорському родовищі (не збереглася);
- 1819—1824 — Барнаульський інструментальний магазин, Барнаул, вулиця Ползунова, 39  пам'ятник архітектури (федеральний);
- 1819—1824 — Ансамбль Демидівської площі, Барнаул.
- Канцелярія Коливано-Воскресенського заводу, Барнаул, вулиця Ползунова, 39  пам'ятник архітектури (федеральний).